# Eilert Bøhm
Eilert Steensrud Bøhm (Moss, 1900. július 17. – Moss, 1982. február 1.) olimpiai ezüstérmes norvég tornász.
Ez első világháború után az 1920. évi nyári olimpiai játékokon, mint tornász versenyzett és szabadon választott gyakorlatokkal, csapat összetettben ezüstérmes lett.
Klubcsapata az Oslo Turnforening volt.